# 53-й Нью-Йоркский пехотный полк
53-й Нью-Йоркский пехотный полк (53th New York Volunteer Infantry Regiment, так же D’Epineuil’s Zouaves или Vosburgh Chasseurs) — представлял собой один из пехотных полков армии Союза во время Гражданской войны в США. Он был набран в основном из французских эмигрантов. Полк был сформирован в конце 1861 года и распущен весной 1862. В августе 1862 началось повторное формирование, но оно не было завершено и набранные роты включили в 162-й Нью-Йоркский пехотный полк.

## 1-е формирование
2 августа 1862 года полковник Лионель Д’Эпиналь был уполномочен Военным Департаментом набрать пехотный полк. Этот полк был сформирован в Нью-Йорке 12 октября 1862 года. Его роты набирались в основном в городе, хотя были и новобранцы из других частей штата. В основном это были французские эмигранты. Однако, одна рота была полностью набрана из индейцев резервации Тускарора. Между 27 августа и 15 ноября полк был принят на службу в федеральную армию.

## Боевой путь
Полк покинул штат 15 ноября 1861 года и отправился в Вашингтон. Впоследствии он стоял в Вашингтоне или около города, с 20 ноября — в Аннаполисе. С 3 января 1862 года участвовал в экспедиции Бернсайда, с 26 января стоял в форте Монро, Аннаполисе, Саффолке и затем в Вашингтоне.
«С самого момента формирования у полка начались проблемы, — писали газеты, — после неудачной попытки присоединиться к экспедиции Бернсайда, они отправились в форт Монро, а оттуда в Аннаполис. Там многие рядовые дезертировали. Когда они покинули Нью-Йорк, их было 900 человек — теперь полк едва насчитывает 500 человек. В Аннаполисе полк был настолько деморализован, что командование разоружило его».
8 марта его рота А была переведена в 17-й Нью-Йоркский пехотный полк как рота G. 21 марта полк был распущен.

## 2-е формирование
2 августа 1862 года майор Джордж Бэкингем (из 71-го полка ополчения Нью-Йорка) был уполномочен набрать полк и дать ему наименование «53-й Нью-Йоркский». Он же был назначен полковником этого полка. Однако, приказ на организацию был отменён руководством штата 10 сентября, а уже набранные роты были распределены: A, B, C, E, F, G, H иI (250 человек) переданы в 132-й Нью-Йоркский пехотный полк, а роты D и K — в 162-й Нью-Йоркский полк.